# Széchényi György (politikus)
Gróf sárvár-felsővidéki Széchényi György Mária (Lábod, 1889. május 28. – Monok, 1938. augusztus 26.) katolikus politikus, országgyűlési képviselő, a Korunk Szava szerkesztője.

## Élete

### Családja
Gróf Széchényi Pál (1838-1901) politikus, mezőgazdasági miniszter unokája. Széchényi Aladár (1862-1936) Somogy vármegye főispánjának és Andrássy Natália grófnő (1864-1951) gyermeke. Széchényi György gróf Zichy Anasztáziát (1891-1969) vette el. Öt gyermekük született: Széchényi Pál +(1918-1944) katona, ellenálló, hősi halott; Széchényi Ferenc (1919-?); Széchényi Ágost (1921-2005); Széchényi György (1923-1986); Széchényi Benedek (1926-2002).

### Ifjúkora és közszereplővé válása
Középiskolai tanulmányait a kalksburgi(de) és a kalocsai jezsuita gimnáziumban folytatta, érettségi vizsgáját Kalocsán tette le 1908-ban. Majd elvégezte a kassai Gazdasági Akadémiát és a Jogakadémiát, végül Münchenben az erdészeti egyetemet. Az első világháború kitörése után behívták katonának, 1914 és 1916 között huszártisztként szolgált az orosz és az olasz fronton. 1916-ban betegsége miatt szerelték le. 1917 nyarától 1918 őszéig Zemplén vármegye főispánja.
Már 1918 nyarán közel került az újságszerkesztéshez. Bangha Béla jezsuita szerzetes szorgalmazására ugyanis közadakozásból létesült a Központi Sajtóvállalat Rt., melynek egyik alapítója és vezérigazgatója lett. A vállalat katolikus folyóiratok megjelentetését tervezte – közbeszólt azonban a politikai fordulat, az őszirózsás forradalom majd a Tanácsköztársaság. Széchényi 1918 novemberében lemondott főispáni hivataláról, és egy rövid időre visszavonult a közélettől, és a fejér vármegyei Káloz területén lévő birtokán gazdálkodott. 1918. március 21-e után letartóztatták. (Az olasz katonai missziónak köszönhetően szabadult ki.)

### Politikai és újságírói pályája
Pályafutásának legismertebb pontja az 1931-ben megalakuló Korunk Szava folyóirat vezetése, amelyet haláláig szerkesztett. A lap a neokatolicizmus fontos orgánuma lett, a leendő Demokrata Néppárt vezetői közül többen rendszeresen írtak a lapba, mint Barankovics István, Eckhardt Tibor, Kovrig Béla, Mihelics Vid, Rónay György és Szekfű Gyula (de Kéthly Anna és Milotay István is). A cikkekben megjelent az egyház társadalmi tanítása a Quadragesimo anno szellemiségét követve, az égető földkérdés, emlékszámot szenteltek Prohászka Ottokárnak és a változó politikai környezetben egyre határozottabban foglaltak állást a nemzetiszocializmus ellen, és a keresztény orgánumok közül elsőként utasították el az első zsidótörvényt.
Az újságszerkesztés mellett aktív tagja volt Zemplén vármegye törvényhatósági bizottságának és a megyegyűléseknek.
Az 1935-ös választásokon a Keresztény Gazdasági és Szociális Párt színeiben a tokaji kerületből mandátumot nyert. A korabeli kereszténydemokrata útkeresés szerint a kapitalizmust és a kommunizmust Széchényi is egyaránt elutasította, és elutasította a totalitárius politika kísérleteit is. 
„A régi orthodox parlamentarizmus a keresztény szabadságeszméhez sokkal közelebb áll, mint mindazok a diktatórikus elgondolások, amelyek az újabb időkben nálunk és más államokban előtérbe kerülnek.” Parlamenti felszólalásaiban állást foglalt a társadalmi felzárkóztatás és az egyház társadalmi tanítása mellett, aggályait fejezte ki a növekvő német befolyással kapcsolatban, interpellációt nyújtott be az Anschluss nyilvános elítélésére és ellenezte az első zsidó törvényt.
A többnyelvű népek ereje a legnagyobb, ez van bevésve a magyar alkotmány fundamentumában, szóval a szellemiség a magyar érték, nem a nyelv és nem a faj. Ha éppen most Szent István évében mer ilyen törvényjavaslattal a t. kormány idejönni, akkor minden magyarnak kutya kötelessége ezt a szentistváni elvet tipró törvényjavaslatot elutasítani. Lehet, hogy előbb egy viharnak kell fölöttünk elmennie, amely észre téríti a magyart, abban a tekintetben, hogy ismét erre az alapelvre kell visszatérnie. Ha elhaladt fölöttünk, s ha egyáltalában létezhetik akkor még Magyarország, akkor e szentistváni elv alapján fog létezni és nem a faji elv alapján.
A pártján belüli szélsőjobboldali Kékkeresztes csoport miatt elhagyta a KGSzP-t, és független képviselőként folytatta tovább munkáját. 1938 nyarán szívrohamban elhunyt.